# کاتو سوانیدزه
اِکاترینا «کاتو» سیمیونونا سوانیدزه (گرجی: ეკატერინე სვიმონის ასული სვანიძე؛ ‏روسی: Екатери́на (Като́) Семёновна Свани́дзе؛ ‏ ۲ آوریل ۱۸۸۵ – ۲۲ نوامبر ۱۹۰۷) نخستین همسر ژوزف استالین و مادر نخستین پسر او یاکوف جوگاشویلی بود.
کاتو سوانیدزه در راچا در غرب گرجستان به دنیا آمد و بعداً به همراه دو خواهر و برادرش به تفلیس نقل مکان کرد و به عنوان خیاط مشغول به کار شد. برادرش، الکساندر سوانیدزه از نزدیکان استالین بود، زمانی که هنوز او با نام تولدی‌اش یُسِب جوغاشویلی شناخته می‌شد، و الکساندر در سال ۱۹۰۵ او را به کاتو سوانیدزه معرفی کرد. آنها در سال ۱۹۰۶ ازدواج کردند و چند ماه بعد سوانیدزه فرزندشان یاکوف را به دنیا آورد. این خانواده برای جلوگیری از دستگیری به باکو نقل مکان کردند، ولی سوانیدزه در آنجا دچار بیماری شد و پس از بازگشت به تفلیس در سال ۱۹۰۷، به احتمال زیاد بر اثر حصبه یا سل درگذشت. مرگ او تأثیر عمیقی بر استالین گذاشت که به شدت به سوانیدزه علاقه داشت. او یاکوف را رها کرد تا توسط خانواده سوانیدزه بزرگ شود و دیگر به ندرت آنها را دید، و تمام وقت خود را صرف فعالیت‌های انقلابی‌اش کرد.

## خانواده
اِکاترینا سوانیدزه در باجی، یک روستای کوچک در منطقه راچا، واقع در گرجستان به دنیا آمد. این منطقه در آن زمان بخشی از استان کوتایس در امپراتوری روسیه بود. والدین او، سویمان، یک کارگر راه‌آهن و مالک زمین، و سفورا دِوالی بودند که هر دو از نسل اقلیت اشرافی فقرزدهٔ گرجی بودند. او دو خواهر به نام‌های الکساندرا (ساشیکو؛ حدود ۱۸۷۸–۱۹۳۶) و ماریا (ماریوکا؛ ۱۸۸۸–۱۹۴۲)، و یک برادر کوچکتر به نام الکساندر (آلیوشا؛ ۱۸۸۶–۱۹۴۱) داشت.

## زندگی اولیه در تفلیس
در حالی که والدینشان به کوتایسی نقل مکان کردند، چهار خواهر و برادر سوانیدزه به تفلیس رفتند و در خانه‌ای نزدیک میدان ایروان (که اکنون میدان آزادی نام دارد) و پشت ستاد ناحیه نظامی قفقاز جنوبی فرار داشت، مستقر شدند. آلیوشا عضو حزب سوسیال دموکرات کارگری روسیه (بلشویک‌ها) در گرجستان بود و دوست مورد اعتماد و رازدار یُسِب جوغاشویلی (که بعدها به نام ژوزف استالین شناخته شد) بود. سه خواهر در یک آتلیه برای یک خیاط فرانسوی، مادام هرویو، مشغول به کار شدند و لباس‌های فرم و لباس‌های زنانه برای افسران نظامی و همسرانشان می‌دوختند. ساشیکو با میخائیل مونسلیلدزه ازدواج کرد که یکی دیگر از بلشویک‌ها بود که جوغاشویلی را زمانی که آنها دانش‌آموزان مدرسه علوم دینی تفلیس بودند، می‌شناخت.
در سال ۱۹۰۵، آلیوشا، یُسِب جوغاشویلی را دعوت کرد تا با او، سه خواهرش و دامادشان، میخائیل مونسلیلدزه زندگی کند. آتلیه خیاطی توسط مشتریان باکلاس خواهرانشان بازدید می‌شد، که با توجه به موقعیت کلیدی و خاصش، آن مکانی ایده‌آل برای پنهان شدن می‌کرد. میخائیل مونسلیلدزه بعدها نوشت: «محل اقامت ما مورد ظن پلیس نبود. در حالی که همکارانم کارهای غیرقانونی در یکی از اتاق‌ها انجام می‌دادند، همسرم در اتاق کناری لباس‌های همسران ژنرال‌ها را اندازه می‌گرفت.» احتمالاً جوغاشویلی برای اولین بار در این زمان با سوانیدزه آشنا شده باشد، هرچند ممکن است قبلاً با والدین او پنهان شده باشد.
دیری نپائید که جوغاشویلی به کاتو سوانیدزه علاقه‌مند شد؛ او بعدها برای دخترش، سوتلانا استالین او را با عبارت «بسیار دلچسب و زیبا؛ او قلبم را ذوب کرد» توصیف کرد. طبق گفته ایریماشویلی، کاتو سوانیدزه خود «جوغاشویلی را همچون یک‌نیمه‌خدا می‌پرستید و در عین حال او را درک می‌کرد. او جذب [جوغاشویلی] شد و افسون ایده‌های او شده بود» و او را جذاب می‌یافت. اما او همچنین، همان‌طور که مونته‌فیوره اشاره می‌کند، زن تحصیلکرده‌ای بود که خود به‌طور فعال به بلشویک‌ها علاقه‌مند بود، برای سوسیال دموکرات‌ها جمع‌آوری کمک‌های مالی را سازماندهی می‌کرد و به مجروحان انقلابی کمک می‌کرد.

## ازدواج

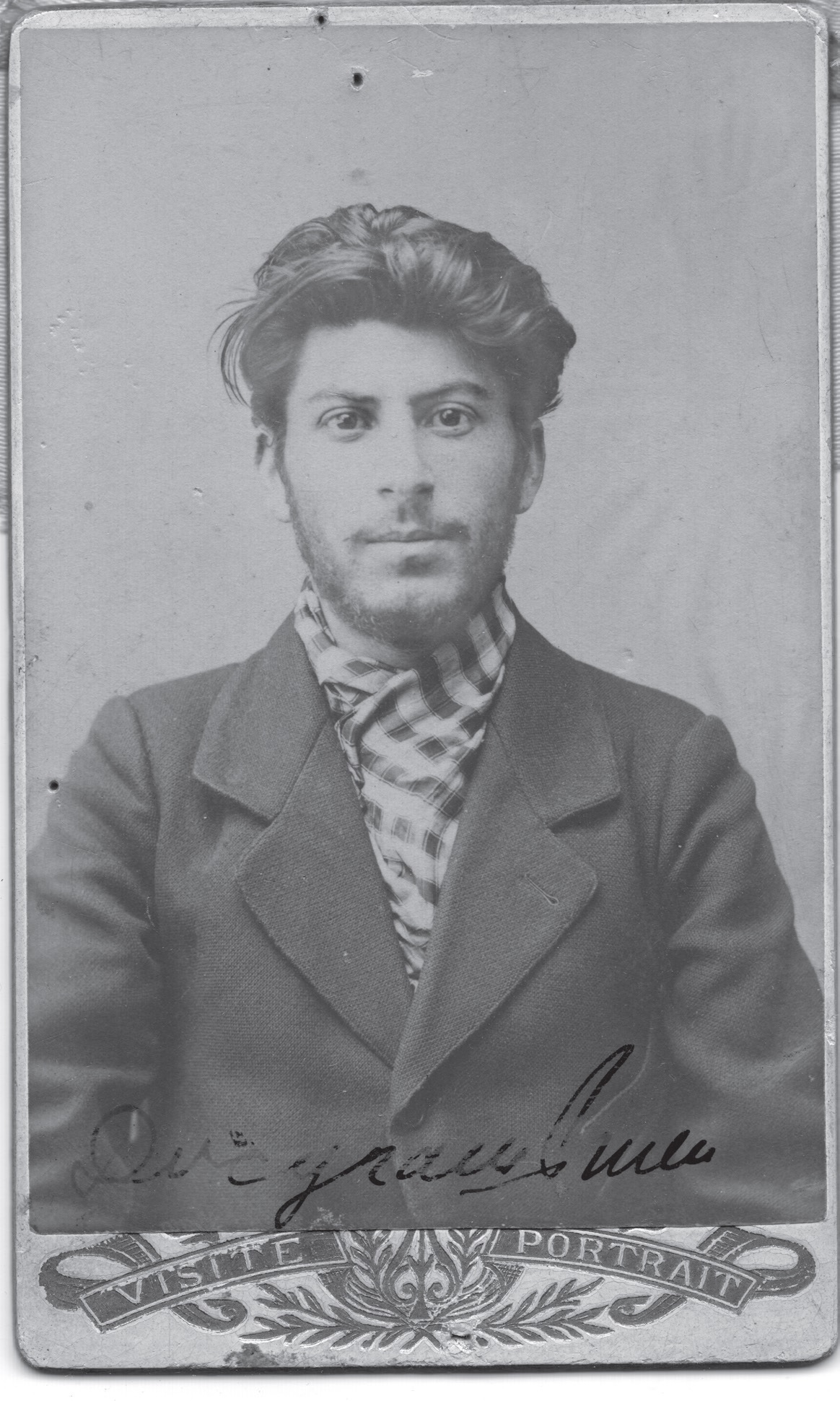
عکسی از جوغاشویلی (استالین) در سال ۱۹۰۲

با فرا رسیدن تابستان ۱۹۰۶، سوانیدزه و جوغاشویلی تصمیم به ازدواج گرفتند. در آن زمان، کاتا باردار شده بود و اگرچه مشخص نیست که آیا خودش از این موضوع آگاه بوده است یا نه، تاریخ‌نگار استیفن کاتکین پیشنهاد کرده که این موضوع انگیزه‌ای برای برگزاری عروسی بوده است.
همچون مادر جوغاشویلی، ککه گلادزه سوانیدزه بسیار مذهبی بود و بر ازدواج مذهبی در یک کلیسا اصرار داشت که جوغاشویلیِ بی‌خدا آن را پذیرفت. در ابتدا مشکل پیدا کردن یک کشیش برای برگزاری مراسم وجود داشت، زیرا جوغاشویلی از اسناد جعلی با نام «گالیاشویلی» استفاده می‌کرد، یکی از نام‌های مستعاری که در آن زمان استفاده می‌کرد. مونسلیزه در نهایت کشیشی به نام کیتا تخینواللی پیدا کرد که همچنین همکلاسی جوغاشویلی در همان مدرسه علوم دینی تفلیس درس خوانده بود. با این حال، تکینواللی تنها به شرطی موافقت کرد که مراسم عروسی، شب دیرهنگام برگزار شود. عروسی در حدود ساعت ۲ صبح ۱۶ ژوئیه ۱۹۰۶ در کلیسایی در نزدیکی منزل سوانیدزه برگزار شد.
بعد از مراسم، یک مهمانی شام کوچک با ده مهمان برگزار شد، و میخائیل تسخاکایا، یک مربی بلشویک برای جوغاشویلی، به عنوان تامادا (سورچرخان یا سرمهماندار؛ فردی مهم در جشن‌های گرجی) خدمت می‌کرد. جوغاشویلی مادرش را به عروسی دعوت نکرد و حتی پیش از آن نیز چیزی به او نگفت. بعد از مراسم، یک افسر پلیس به خانه آمد، هرچند چون جوغاشویلی به او پول (رشوه) می‌داد، هیچ‌گونه دستگیری صورت نگرفت.
با اینکه قانون ایجاب می‌کرد که ازدواج‌ها در شناسنامه داخلی ثبت شوند، سوانیدزه این کار را نکرد، ظاهراً برای حفاظت از جوغاشویلی که توسط پلیس مخفی تزار تحت نظر بود. او همچنین به کمک به بلشویک‌ها ادامه داد و در نوامبر ۱۹۰۶ میزبان یک فرد از مسکو بود. این فرد یک جاسوس دوجانبه بود و پس از رفتن او، سوانیدزه و پسرعمویش، اسپیریدن دوالی، در ۱۳ نوامبر دستگیر شدند. سوانیدزه زندانی شد در حالی که دوالی که به ساخت بمب‌ها متهم شده بود، به اعدام محکوم شد. پس از شش هفته زندان، سوانیدزه آزاد شد؛ او به دلیل شرایطش (چهارماهه باردار بود) و درخواست ساشیکو از مشتریاننش برای ادامه کار در آتلیه آزاد شد؛ حکم دوالی نیز تخفیف یافت و به مجازاتی خفیف‌تر محکوم شد. اگرچه از زندان آزاد شد، سوانیدزه اجازه بازگشت به خانه‌اش را نیافت، بلکه به مدت دو ماه در خانه رئیس پلیس نگهداری شد. جوغاشویلی به‌طور مرتب از او دیدن می‌کرد، زیرا افسران چهره او را نمی‌شناختند.
در ۱۸ مارس ۱۹۰۷، سوانیدزه یک پسر به نام یاکوب به دنیا آورد و هم جوغاشویلی و هم مادرش در هنگام تولد حضور داشتند. جوغاشویلی پس از تولد یاکو، به کار خود ادامه داد، هرچند گاهی با او بازی می‌کرد و کودک را «پاتسان» (پسرک) می‌نامید. چند ماه پس از تولد یاکوب، جوغاشویلی در سرقت از بانک تفلیس ۱۹۰۷ که بسیار پر جنجال شد، مشارکت کرد و آن سه نفر به باکو فرار کردند تا از خطر دستگیری در امان باشند. آنها یک «خانه تاتاری با سقف کوتاه در شبه‌جزیره بایل» درست خارج از شهر و کنار دریا اجاره کردند. سوانیدزه سعی کرد کاری پیدا کند، اما با داشتن یک نوزاد کوچک، انجام این کار غیرممکن بود.

## بیماری و مرگ

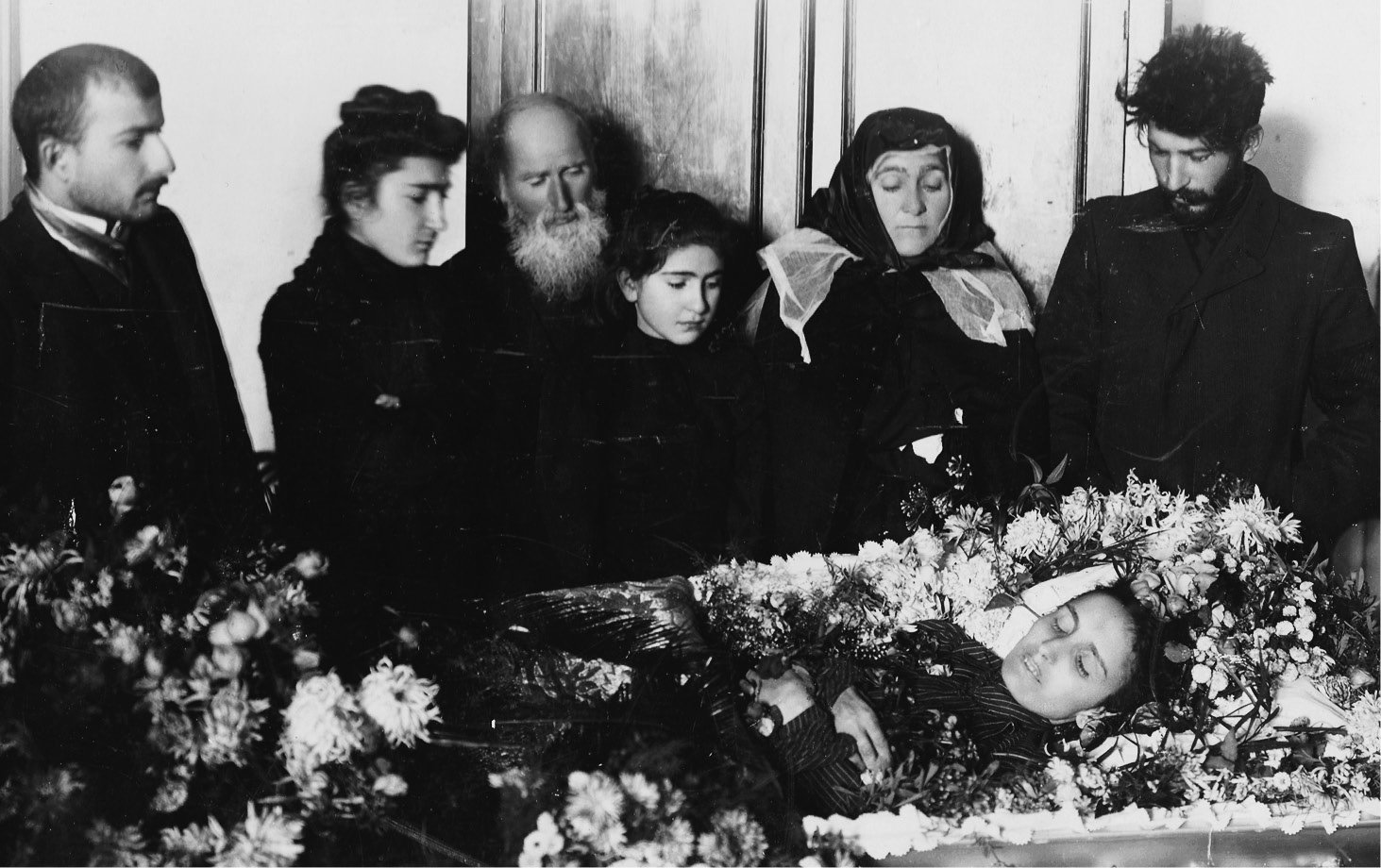
تشییع جنازه کاتو سوانیدزه با خانواده و همسرش استالین (راست)

جوغاشویلی اغلب از خانه دور بود و سوانیدزه را تنها در جایی که افراد زیادی را نمی‌شناخت، رها می‌کرد. استرس و نگرانی در مورد جوغاشویلی، همچنین انزوا و هوای گرم، به سلامتی کاتو آسیب زد و دیری نگذشت که بیمار شد. خانواده‌اش از او دعوت کردند که به راچا، که آب و هوای معتدل‌تری دارد، بازگردد تا استراحت کند و در کنار افرادی باشد که او را می‌شناختند، اما سوانیدزه از ترک شوهرش امتناع کرد. تا اکتبر، وضعیت او بدتر شد و جوغاشویلی به اندازه‌ای نگران شد که او را به تفلیس بازگرداند، هرچند به زودی خودش دوباره به باکو برگشت. اما در طول سفر ۱۳ ساعته به گرجستان، سوانیدزه آب آلوده‌ای نوشید و احتمالاً به حصبه مبتلا شد. در نتیجه در تفلیس، او دچار خونریزی از روده شد. جوغاشویلی یک بار به ملاقات او رفت و او در ۲۲ نوامبر ۱۹۰۷، سه هفته پس از بازگشتش به تفلیس، درگذشت.
مرگ او در روزنامه‌ای به نام «تسغارو» (წყარო، به معنای «منبع») اعلام شد و مراسم خاکسپاری در ساعت ۹:۰۰ صبح ۲۵ نوامبر در همان کلیسایی که جوغاشویلی در آن با او ازدواج کرده بود، برگزار گردید. سپس سوانیدزه در یک کلیسا در منطقه کوکیا در تفلیس به خاک سپرده شد. به گفته یُسِب ایمرشویلی، منشویک گرجی، جوغاشویلی بسیار ناراحت از مرگ همسرش بود و در مراسم خاکسپاری به‌طور ظاهری گفت: «این موجود قلب سنگی من را نرم کرد. او مُرد و با او آخرین احساسات گرم من نسبت به بشریت نیز مُرد.» او همچنین بعداً به یکی از دوست‌دخترهایش گفت که «چنان تحت تأثیر غم و اندوه قرار گرفته بود که رفقایم تفنگم را از دستم گرفتند.» در طول مراسم خاکسپاری، گزارش شده است که جوغاشویلی خود را به داخل قبر او انداخت و مجبور شدند او را بیرون بکشند. از آنجایی که او تحت تعقیب مأموران پلیس مخفی تزار بود، مجبور شد پیش از پایان مراسم فرار کند. جوغاشویلی تفلیس را ترک کرده و به باکو برگشت و پسر ۸ ماهه‌اش، یاکوب، را به خانواده سوانیدزه سپرد تا او را بزرگ کنند. جوغاشویلی تا چندین سال برای دیدار پسرش بازنگشت.

## پیامدها
یاکوب چهارده سال بعدی را تحت سرپرستی خانواده سوانیدزه‌ها سپری کرد. در سال ۱۹۲۱، او به مسکو آورده شد تا با پدرش زندگی کند؛ این انتقال برای یاکوب سخت بود، زیرا او تنها به زبان گرجی صحبت می‌کرد و روسی نمی‌فهمید و پدرش رفتار بدی با او می‌کرد. دیگر اعضای خانواده سوانیدزه نیز به مسکو نقل‌مکان کردند و جوغاشویلی که حالا به عنوان ژوزف استالین شناخته می‌شد، گهگاه به دیدار آنها می‌آمد.
برادر سوانیدزه، آلیوشا بعدها با یک خواننده اپرا به نام ماریا آنیسی‌موونا کُرونا ازدواج کرد و در رده سازمانی کمیته مرکزی حزب کمونیست اتحاد شوروی بالا رفت. خواهرش ماریکو نیز به مسکو نقل‌مکان کرد و به عنوان منشی اول انوکی‌دزه مشغول به کار شد. در سال ۱۹۳۷، در جریان پاکسازی بزرگ، ماریکو به عنوان بخشی از اتهامات علیه انوکی‌دزه دستگیر شد که او پس از مدت کوتاهی اعدام شد. در سال ۱۹۳۸، استالین دستور داد آلیوشا و همسرش ماریا دستگیر شوند. او از آلیوشا خواست تا اعتراف کند که جاسوس آلمان است، اما آلیوشا این درخواست را رد کرد. آلیوشا در سال ۱۹۴۱ اعدام شد، در حالی که ماریکو و ماریا در سال ۱۹۴۲ به ضرب گلوله کشته شدند. پسر آلیوشا و ماریا، ایوان سوانیدزه، مدتی کوتاه همسر تنها دختر استالین، سوتلانا استالین شد. او در سال ۱۹۵۹ درخواست طلاق کرد؛ طبق قانون شوروی، حکم طلاق باید در روزنامه چاپ می‌شد و آدرس‌های خانه آنها نیز در کنار آن درج می‌شد.